# Невська косметика
«Невська Косметика» — російський виробник косметичної і парфумерної продукції, розташований в Санкт-Петербурзі.
Історія компанії ведеться з 1839 року. Продукція протягом тривалого періоду часу в СРСР вважалася однією з найкращою в СРСР7[джерело?].
В асортименті компанії — більше 50 видів різних засобів в області гігієни.
У січні 2000 року компанія «Невська Косметика» першою з усіх косметичних підприємств Росії отримала сертифікат в системі ГОСТ Р, який підтверджує відповідність системи менеджменту якості вимогам МС ІСО 9001-1994, а в січні 2003 року пройшла ресертифікацію відповідно до вимог МС ІСО 9001-2000.
«Невська Косметика» має виробничі майданчики в трьох містах: Санкт-Петербурзі, Ангарську (Іркутська область) та Вінниці (Україна) і реалізує продукцію в Росії і країнах СНД.
Один з десяти найбільших виробників косметики та миючих засобів в Росії. Також основний гравець на ринку України.